# Frontera entre Alemanya i Bèlgica
La frontera entre Alemanya i Bèlgica és la frontera internacional entre Alemanya i Bèlgica, estats membres de la Unió Europea i de l'Espai Schengen. Separa els länder alemanys de Renània-Palatinat i Rin del Nord-Westfàlia de la regió federal de Valònia (províncies de Lieja i Luxemburg) i de la Comunitat Germanòfona de Bèlgica. Es troba principalment al cor de la regió de les Hautes Fagnes / Eifel, i segueix part dels cursos dels rius Our i Olef.

## Les demarcacions trifrontereres

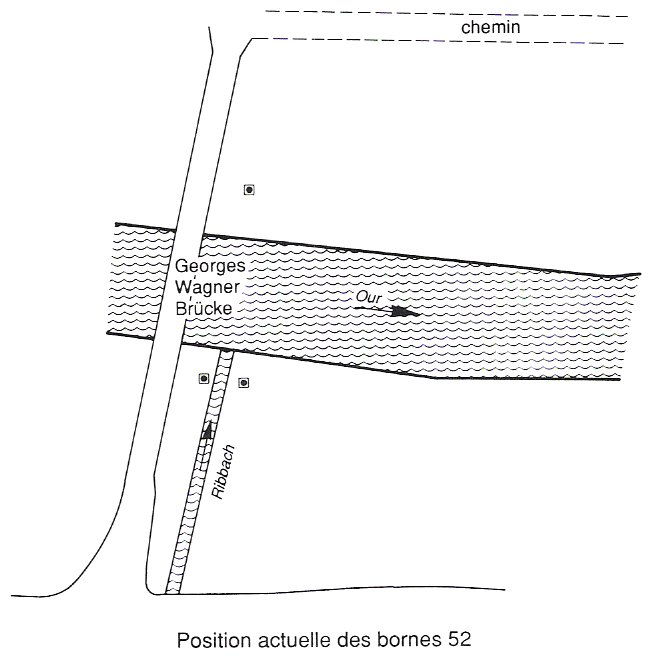
La fita 52 marca el trifini Alemanya-Luxemburg-Bèlgica

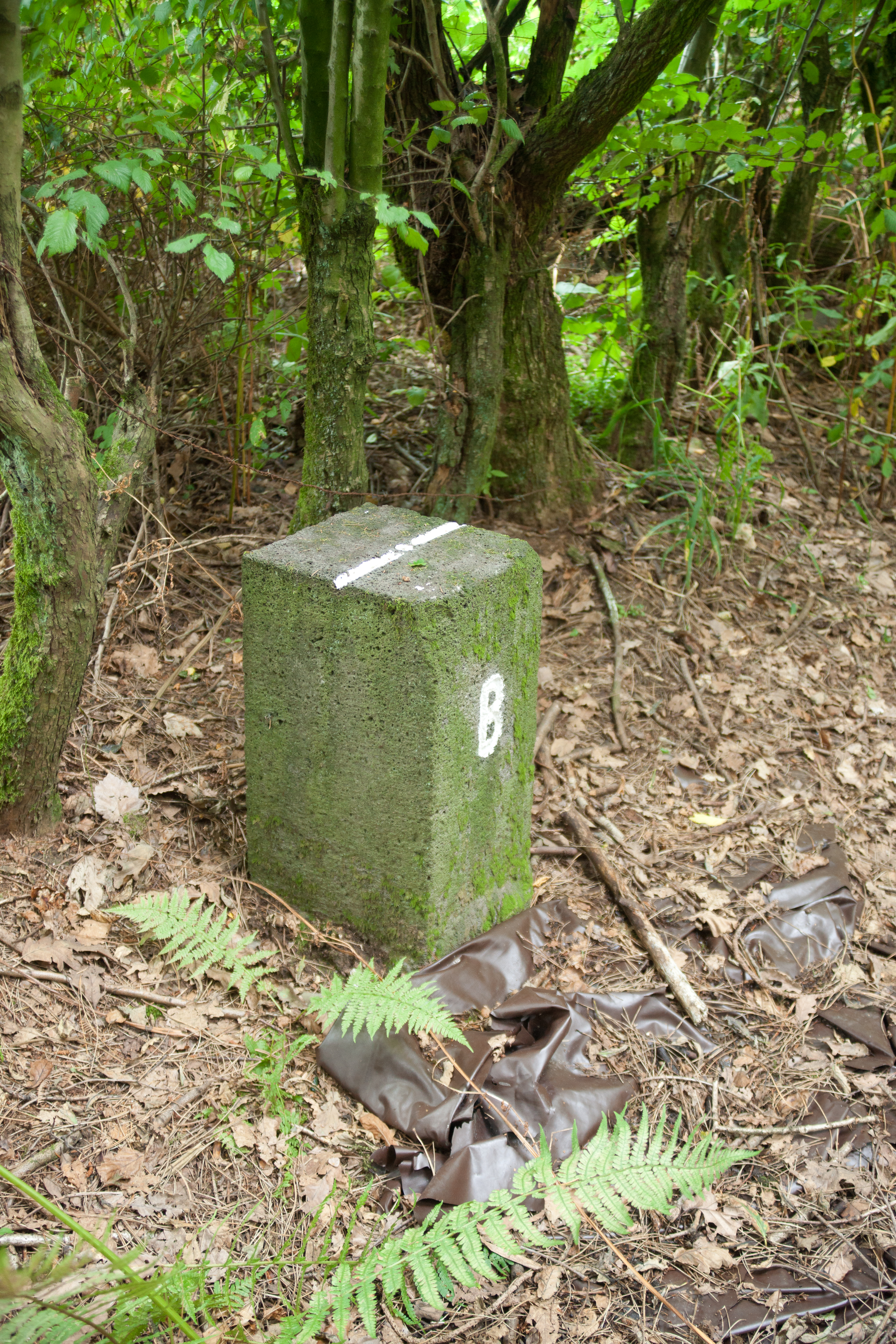
Fita Alemanys-Bèlgica al Vaalserberg

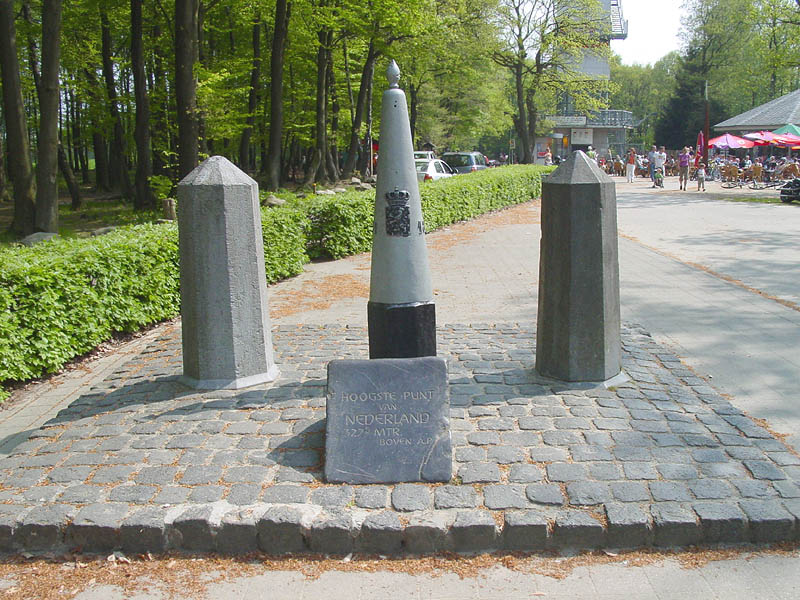
el trifini de Vaalserberg (el punt culminant dels Països-Baixos)

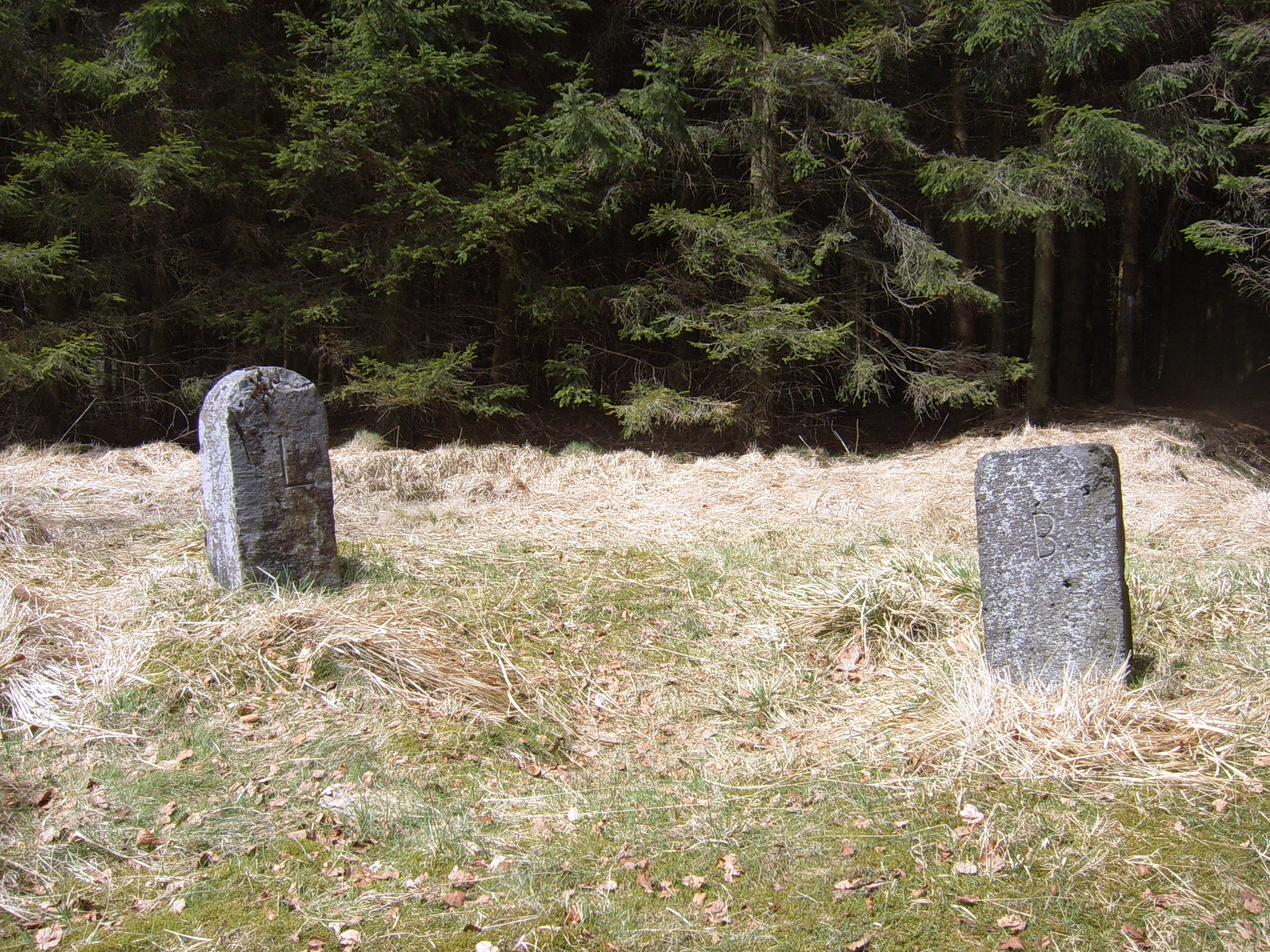
Fites frontereres a les fonts del Schwalm: Juliers-Luxemburg (Antic Règim) a la dreta i Bèlgica-Prússia a la dreta, materialitzant la frontera de 1919 a 1956

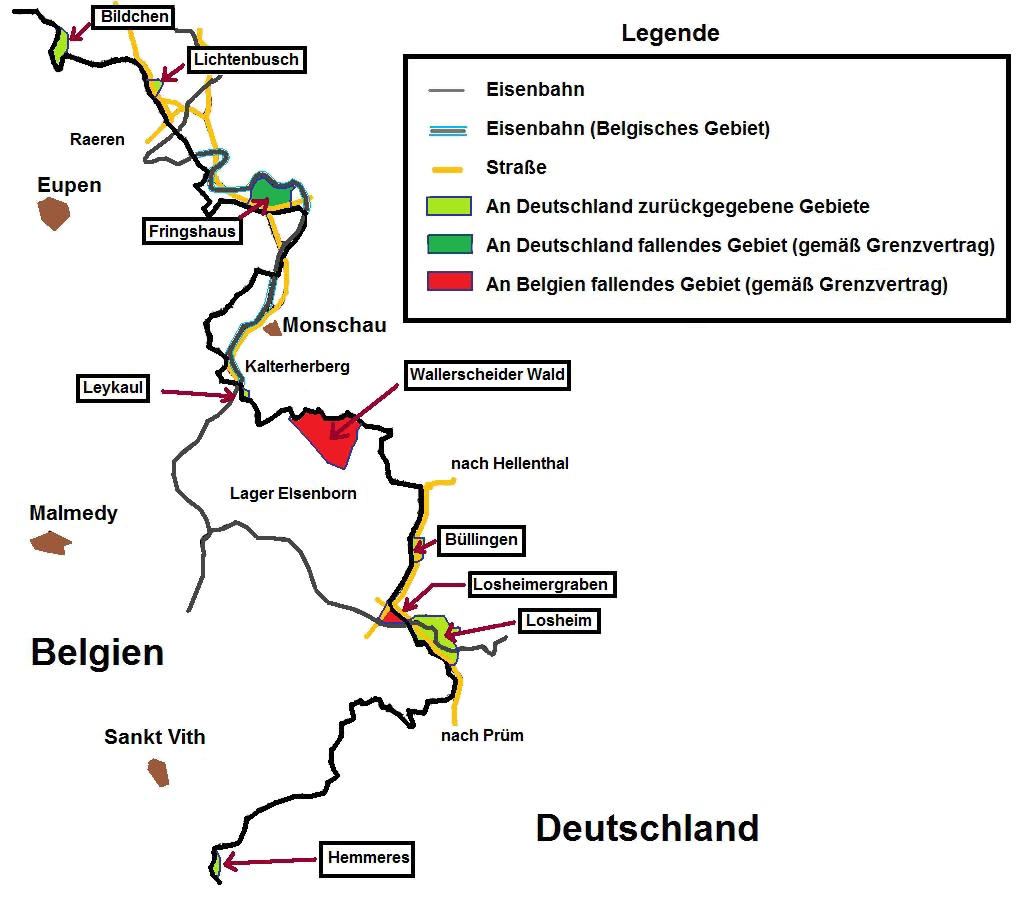
Mapa dels canvis de territori en 1956 : en vermell a Bèlgica en verd a Alemanya

Després de la Primera Guerra Mundial, aquest lloc marca el límit meridional de la nova frontera entre Bèlgica i Alemanya i es converteix en el punt del trifini. Les noves  fites no estan en els mateixos llocs que els antics límits. Les fites (N ° 52) estan col·locades de manera que el costat marcat L (o D) es gira al territori de luxemburguès (o alemany), la cara marcada LD (DL) es gira al territori comú i la cara B, 1/52 B cap a Bèlgica. La numeració comença amb el número 1 perquè la fita amb el número 52 estava sota el sistema de numeració prussià (que és la raó perquè els terminals de gres que porten la lletra D i no P, D per Deutschland). Aquest trifini es troba actualment als municipis de  Sevenig (Alemanya), Burg-Reuland (Bèlgica) i Clervaux (Luxemburg).
Al nord es troba el trifini marcat per la fita 193, pont de trobada amb les fronteres Alemanya/Països Baixos i Bèlgica/Holanda en un lloc anomenat Vaalserberg que es troba a uns 3 km a l'oest d'Aquisgrà, el mateix punt que ser una quadrifrontera entre 1830 i 1919, entre la data de la independència de Bèlgica i l'extrem del territori neutre de Moresnet.

## El ferrocarril i la frontera
Particularitat : la « línia ferroviària de les Fagnes » (Vennbahn en alemany), després del tractat de Versalles de 1920, és totalment belga encara que el seu recorregut penetra diverses vegades a Alemanya, formant cinc enclavaments alemanys en territori belga.
Actualment, el ferrocarril ha donat pas a una via reservada per a usuaris lents coneguts com a "RAVel 48" té l'origen a Raeren per unir-se a Sankt-Vith.

## Rectificació de 1956
El tractat del 24 de setembre de 1956 ha concretat el traçat definitiu de la frontera germano-belga meridional, amb l'intercanvi de petits territoris.